# ميسوراكا
ميسوراكا (بالإيطالية: Mesoraca)‏ هي كومونا ومدينة في مقاطعة كروتوني، في قلورية، جنوب إيطاليا.